# Liste der Kulturgüter in Burgdorf
Die Liste der Kulturgüter in Burgdorf enthält alle Objekte der Stadt Burgdorf im Kanton Bern, die gemäss der Haager Konvention zum Schutz von Kulturgut bei bewaffneten Konflikten, dem Bundesgesetz vom 20. Juni 2014 über den Schutz der Kulturgüter bei bewaffneten Konflikten sowie der Verordnung vom 29. Oktober 2014 über den Schutz der Kulturgüter bei bewaffneten Konflikten unter Schutz stehen.
Aufgrund der grossen Anzahl an Objekten ist die Liste zweigeteilt:
- Liste der Kulturgüter in Burgdorf (Altstadt) – Objekte in der Burgdorfer Altstadt
- Liste der Kulturgüter in Burgdorf (übriges Stadtgebiet) – Objekte ausserhalb davon